# Neoamphicyclus problematicus
Neoamphicyclus problematicus is een zeekomkommer uit de familie Cucumariidae.
De wetenschappelijke naam van de soort werd in 1954 gepubliceerd door Svend Geisler Heding & Albert Panning.